# Phục Hưng, Hàm Đan
Phục Hưng (giản thể: 复兴区; phồn thể: 復興區; bính âm: Fùxīng Qū) là một khu của địa cấp thị Hàm Đan, tỉnh Hà Bắc, Trung Quốc.

## Nhai đạo
- Thắng Lợi Kiều (胜利桥街道)
- Bàng Thôn (庞村街道)
- Thiết Lộ Đại Viện (铁路大院街道)
- Thạch Hóa (石化街道)
- Hóa Lâm Lộ (化林路街道)
- Nhị Lục Thất Tam (二六七二街道)
- Bách Gia Thôn (百家村街道)

### Hương
- Bành Gia Trại (彭家寨乡)